# Bính âm tiếng Tạng
Bính âm tiếng Tạng (tiếng Trung: 藏文拼音; bính âm: Zàngwén Pīnyīn; viết tắt là ZWPY) là hệ thống phiên âm tiếng Tạng tiêu chuẩn dùng để phiên âm tên riêng và địa danh tại Trung Quốc từ năm 1982, thay cho phương pháp chuyển tự Wylie. Bính âm tiếng Tạng được xây dựng theo phát âm tiếng Tạng Lhasa của Đài phát thanh quốc gia Trung Quốc, phản ánh được cách phát âm nhưng không phản ánh thanh điệu.

## Tổng quan

### Về bộ phận đầu âm tiết
Các bộ phận đầu âm tiết (phụ âm) độc lập thuộc âm tiết đầu tiên của một từ được phiên âm theo bảng dưới đây:
| ཀ་ | ཁ་ ག་ | ང་ | ཅ་ | ཇ་ ཆ་ | ཉ་ | ཏ་ | ད་ ཐ་ | ན་ | པ་ | ཕ་ བ་ | མ་ | ཙ་ | ཛ་ ཚ་ | ཝ་ | ཞ་ ཤ་ | ཟ་ ས་ | ཡ་ | ར་ | ལ་ | ཧ་ | ཀྱ་ | ཁྱ་ གྱ་ | ཧྱ་ | ཀྲ་ | ཁྲ་ གྲ་ | ཧྲ་ | ལྷ་ | རྷ་ |
| g  | k     | ng | j  | q     | ny | d  | t     | n  | b  | p     | m  | z  | c     | w  | x     | s     | y  | r  | l  | h  | gy | ky    | hy | zh | ch    | sh | lh | rh |

Trường hợp toàn diện hơn vui lòng xem mục #Bộ phận đầu âm tiết.

### Về nguyên âm và phụ âm cuối
Mười bảy nguyên âm trong tiếng Tạng tiêu chuẩn được trình bày theo bảng dưới đây:
| IPA | ZWPY | IPA | ZWPY   |
| --- | ---- | --- | ------ |
| i   | i    | ĩ   | in     |
| e   | ê    | ẽ   | en     |
| ɛ   | ai/ä | ɛ̃   | ain/än |
| a   | a    | ã   | an     |
| u   | u    | ũ   | un     |
| o   | ô    | õ   | on     |
| ɔ   | o    | ɔ̃   | ǒn     |
| y   | ü    | ỹ   | ün     |
| ø   | oi/ö | ø̃   | oin/ön |

Phụ âm cuối -r không phát âm mà kéo dài nguyên âm liền trước. Phụ âm cuối -n mũi hóa nguyên âm liền trước. Các phụ âm cuối âm tiết còn lại được phiên âm theo bảng dưới đây:
| IPA | Tibetan pinyin |
| --- | -------------- |
| ʔ̞   | b/•            |
| ʔ   | g/—            |
| r   | r              |
| m   | m              |
| ŋ   | ng             |

## Trường hợp đơn âm tiết
Thanh điệu của một âm tiết phụ thuộc phần lớn vào phụ âm hoặc tổ hợp phụ âm đầu âm tiết. Trong bảng dưới đây, mỗi phụ âm đầu sẽ được biểu diễn theo dạng phụ âm + a kèm theo dấu thanh điệu theo Bảng mẫu tự ngữ âm quốc tế (dấu sắc biểu thị thanh cao, dấu huyền biểu thị thanh thấp).

### Bộ phận đầu âm tiết
Dưới đây là bảng phiên âm toàn diện của các bộ phận đầu âm tiết thuộc âm tiết đầu tiên của một từ. Nếu âm tiết được phiên âm không phải là âm tiết đầu tiên của một từ, vui lòng xem mục #Biến thể của bộ phận đầu âm tiết.
| IPA  | Chuyển tự Wylie                                               | ZWPY | THL |
| ---- | ------------------------------------------------------------- | ---- | --- |
| pá   | p, sp, dp, lp                                                 | b    | p   |
| pà   | rb, sb, sbr                                                   | b    | b   |
| mpà  | lb, ’b                                                        | b    | b   |
| pʰá  | ph, ’ph                                                       | p    | p   |
| pʰà  | b                                                             | p    | b   |
| bà   | bh                                                            | bh   | bh  |
| má   | rm, sm, dm, smr                                               | m    | m   |
| mà   | m, mr                                                         | m    | m   |
| wà   | w, db, b                                                      | w    | w   |
| tá   | t, rt, lt, st, tw, gt, bt, brt, blt, bst, bld                 | d    | t   |
| tà   | rd, sd, gd, bd, brd, bsd                                      | d    | d   |
| ntá  | lth                                                           | d    |     |
| ntà  | zl, bzl, ld, md, ’d                                           | d    | d   |
| tʰá  | th, mth, ’th                                                  | t    | t   |
| tʰà  | d, dw                                                         | t    | d   |
| ná   | rn, sn, gn, brn, bsn, mn                                      | n    | n   |
| nà   | n                                                             | n    | n   |
| lá   | kl, gl, bl, rl, sl, brl, bsl                                  | l    | l   |
| là   | l, lw                                                         | l    | l   |
| l̥á   | lh                                                            | lh   | lh  |
| tsá  | ts, rts, sts, rtsw, stsw, gts, bts, brts, bsts                | z    | ts  |
| tsà  | rdz, gdz, brdz                                                | z    | dz  |
| ntsà | mdz, ’dz                                                      | z    | dz  |
| tsʰá | tsh, tshw, mtsh, ’tsh                                         | c    | ts  |
| tsʰà | dz                                                            | c    | dz  |
| sá   | s, sr, sw, gs, bs, bsr                                        | s    | s   |
| sà   | z, zw, gz, bz                                                 | s    | z   |
| ʈʂá  | kr, rkr, lkr, skr, tr, pr, lpr, spr, dkr, dpr, bkr, bskr, bsr | zh   | tr  |
| ʈʂà  | rgr, lgr, sgr, dgr, dbr, bsgr, rbr, lbr, sbr                  | zh   | dr  |
| ɳʈʂà | mgr, ’gr, ’dr, ’br                                            | zh   | dr  |
| ʈʂʰá | khr, thr, phr, mkhr, ’khr, ’phr                               | ch   | tr  |
| ʈʂʰà | gr, dr, br, grw                                               | ch   | dr  |
| ʂá   | hr                                                            | sh   | hr  |
| rà   | r, rw                                                         | r    | r   |
| r̥á   | rh                                                            | rh   |     |
| cá   | ky, rky, lky, sky, dky, bky, brky, bsky                       | gy   | ky  |
| cà   | rgy, lgy, sgy, dgy, bgy, brgy, bsgy                           | gy   | gy  |
| ɲcà  | mgy, ’gy                                                      | gy   | gy  |
| cʰá  | khy, mkhy, ’khy                                               | ky   | khy |
| cʰà  | gy                                                            | ky   | gy  |
| çá   | hy                                                            | hy   | hy  |
| tɕá  | c, cw, gc, bc, lc, py, lpy, spy, dpy                          | j    | ch  |
| tɕà  | rby, lby, sby, rj, gj, brj                                    | j    | j   |
| ɲtɕà | lj, mj, ’j, ’by                                               | j    | j   |
| tɕʰá | ch, mch, ’ch, phy, ’phy                                       | q    | ch  |
| tɕʰà | j, by                                                         | q    | j   |
| ɕá   | sh, shw, gsh, bsh                                             | x    | sh  |
| ɕà   | zh, zhw, gzh, bzh                                             | x    | zh  |
| ɲá   | rny, sny, gny, brny, bsny, mny, nyw, rmy, smy                 | ny   | ny  |
| ɲà   | ny, my                                                        | ny   | ny  |
| já   | g.y                                                           | y    | y   |
| jà   | y, dby                                                        | y    | y   |
| ká   | k, rk, lk, sk, kw, dk, bk, brk, bsk                           | g    | k   |
| kà   | rg, lg, sg, dg, bg, brg, bsg                                  | g    | g   |
| ŋkà  | lg, mg, ’g                                                    | g    | g   |
| kʰá  | kh, khw, mkh, ’kh                                             | k    | kh  |
| kʰà  | g, gw                                                         | k    | g   |
| ŋá   | rng, lng, sng, dng, brng, bsng, mng                           | ng   | ng  |
| ŋà   | ng                                                            | ng   | ng  |
| ʔá   | —, db                                                         | —    | —   |
| ʔ̞à   | ’                                                             | —    | —   |
| há   | h, hw                                                         | h    | h   |

### Bộ phận vần
Dưới đây là bảng phiên âm toàn diện của các bộ phận vần thuộc âm tiết cuối cùng của một từ. Nếu âm tiết được phiên âm không phải là âm tiết cuối cùng của một từ, vui lòng xem mục #Biến thể của bộ phận cuối âm tiết. Bảng dưới sử dụng phụ âm ཨ.
| ཨ།  | ཨའུ།     | ཨར།  | ཨལ། ཨའི། | ཨད། ཨས། | ཨག། ཨགས།    | ཨབ། ཨབས།    | ཨང༌། ཨངས། | ཨམ། ཨམས། | ཨན།    |
| a   | au      | ar   | ai/ä    | ai/ä    | ag          | ab          | ang       | am       | ain/än |
| [a] | [au̯]    | [aː] | [ɛː]    | [ɛ]     | [ʌʡ] ~ [ɤʡ] | [ʌʡ̆] ~ [ɤʡ̆] | [aŋ]      | [am]     | [ɛ̃ː]   |
| ཨི།  | ཨིའུ། ཨེའུ། | ཨིར།  | ཨིལ། ཨའི། | ཨིད། ཨིས། | ཨིག། ཨིགས།    | ཨིབ། ཨིབས།    | ཨིང༌། ཨིངས། | ཨིམ། ཨིམས། | ཨིན།    |
| i   | iu      | ir   | i       | i       | ig          | ib          | ing       | im       | in     |
| [i] | [iu̯]    | [iː] | [iː]    | [i]     | [iʡ]        | [iʡ̆]        | [ɪŋ]      | [ɪm]     | [ĩː]   |
| ཨུ།  |         | ཨུར།  | ཨུལ། ཨུའི། | ཨུད། ཨུས། | ཨུག། ཨུགས།    | ཨུབ། ཨུབས།    | ཨུང༌། ཨུངས། | ཨུམ། ཨུམས། | ཨུན།    |
| u   |         | ur   | ü       | ü       | ug          | ub          | ung       | um       | ün     |
| [u] |         | [uː] | [yː]    | [y]     | [uʡ]        | [uʡ̆]        | [ʊŋ]      | [ʊm]     | [ỹː]   |
| ཨེ།  |         | ཨེར།  | ཨེལ། ཨེའི། | ཨེད། ཨེས། | ཨེག། ཨེགས།    | ཨེབ། ཨེབས།    | ཨེང༌། ཨེངས། | ཨེམ། ཨེམས། | ཨེན།    |
| ê   |         | êr   | ê       | ê       | êg          | êb          | êng       | êm       | ên     |
| [e] |         | [eː] | [eː]    | [e]     | [ɛ̈ʡ]        | [ɛ̈ʡ̆]        | [ɛŋ]      | [ɛm]     | [ẽː]   |
| ཨོ།  | ཨོའུ།     | ཨོར།  | ཨོལ། ཨོའི། | ཨོད། ཨོས། | ཨོག། ཨོགས།    | ཨོབ། ཨོབས།    | ཨོང༌། ཨོངས། | ཨོམ། ཨོམས། | ཨོན།    |
| ô   | ou      | ôr   | oi/ö    | oi/ö    | ôg          | ôb          | ông       | ôm       | oin/ön |
| [o] | [ou̯]    | [oː] | [øː]    | [ø]     | [ɔʡ]        | [ɔʡ̆]        | [ɔŋ]      | [ɔm]     | [ø̃ː]   |

## Tác động liên âm tiết

### Biến thể của bộ phận đầu âm tiết

#### Biến thể của phụ âm bật hơi thanh thấp
- Phụ âm đầu k, q, t, p, ky, ch lần lượt biến thành g, j, d, b, gy, zh.
- Tổ hợp đầu âm tiết pa (་བ) và po (་བོ) lần lượt biến thành wa và wo.

### Biến thể của bộ phận cuối âm tiết
| Chữ Tạng     | Tibetan pinyin  | Wylie              | IPA (giọng Lhasa)   | Giải thích                                                                                |
| ------------ | --------------- | ------------------ | ------------------- | ----------------------------------------------------------------------------------------- |
| མ་ཕམ་གཡུ་མཚོ།  | Mapam Yumco     | ma-pham g.yu-mtsho | [mapʰam jumtsʰo]    | Phụ âm མ dịch chuyển về cuối âm tiết liền trước                                           |
| ཁྲ་འབྲུག་དགོན་པ། | Changzhug Gönba | khra-’brug dgon-pa | [ʈ͡ʂʰaŋʈ͡ʂ˭uk k˭ø̃p˭a] | Phụ âm འ (ཨ་ཆུང a chung) dịch chuyển về cuối âm tiết liền trước tạo thành phụ âm mũi cuối. |

## Mã hóa
Thẻ ngôn ngữ IETF cho Bính âm tiếng Tạng là bo-Latn-pinyin.

## Các ví dụ
| Chữ Tạng     | Wylie                 | ZWPY            | THL              | Cách phiên âm khác                             |
| ------------ | --------------------- | --------------- | ---------------- | ---------------------------------------------- |
| གཞིས་ཀ་རྩེ      | Gzhis-ka-rtse         | Xigazê          | Zhikatse         | Shigatse, Shikatse                             |
| བཀྲ་ཤིས་ལྷུན་པོ་  | Bkra-shis-lhun-po     | Zhaxilhünbo     | Trashilhünpo     | Tashilhunpo, Tashilhümpo, etc.                 |
| འབྲས་སྤུང་      | ’Bras-spung           | Zhaibung        | Dräpung          | Drebung                                        |
| ཆོས་ཀྱི་རྒྱལ་མཚན་ | Chos-kyi Rgyal-mtshan | Qoigyi Gyaicain | Chökyi Gyältshän | Choekyi Gyaltsen                               |
| ཐུབ་བསྟན་རྒྱ་མཚོ་ | Thub-bstan Rgya-mtsho | Tubdain Gyaco   | Thuptän Gyatsho  | Thubten Gyatso, Thubtan Gyatso, Thupten Gyatso |

### Trích dẫn
1. 1 2  Thiểu số dân tộc ngữ địa danh Hán ngữ bính âm tự mẫu âm dịch chuyển tả pháp, "少数民族语地名汉语拼音字母音译转写法...（三）藏语...说明：（1）藏语地名的音译转写，以中央人民广播电台藏语广播的语音为依靠。"
2. ↑  Romanization of Tibetan Geographical Names – UNGEGN
3. ↑  Brush, Beaumont. "The Status of Coronal in the Historical Development of Lhasa Tibetan Rhymes" (PDF). SIL. Truy cập ngày 9 tháng 5 năm 2015.
4. ↑  "Language subtag registry" (bằng tiếng Anh). IANA. Truy cập ngày 15 tháng 4 năm 2021.